# M/S Sea Diamond
El M/S Sea Diamond (o «Diamante del Mar», en español) fue un crucero de bandera maltesa perteneciente a la compañía de cruceros Louis Hellenic Cruise Lines. El barco se hundió el 6 de abril de 2007 después de encallar cerca de la isla griega de Santorini el día anterior. El crucero tenía 142,95 metros de eslora y un desplazamiento de 21.484 toneladas.

## Historial operativo

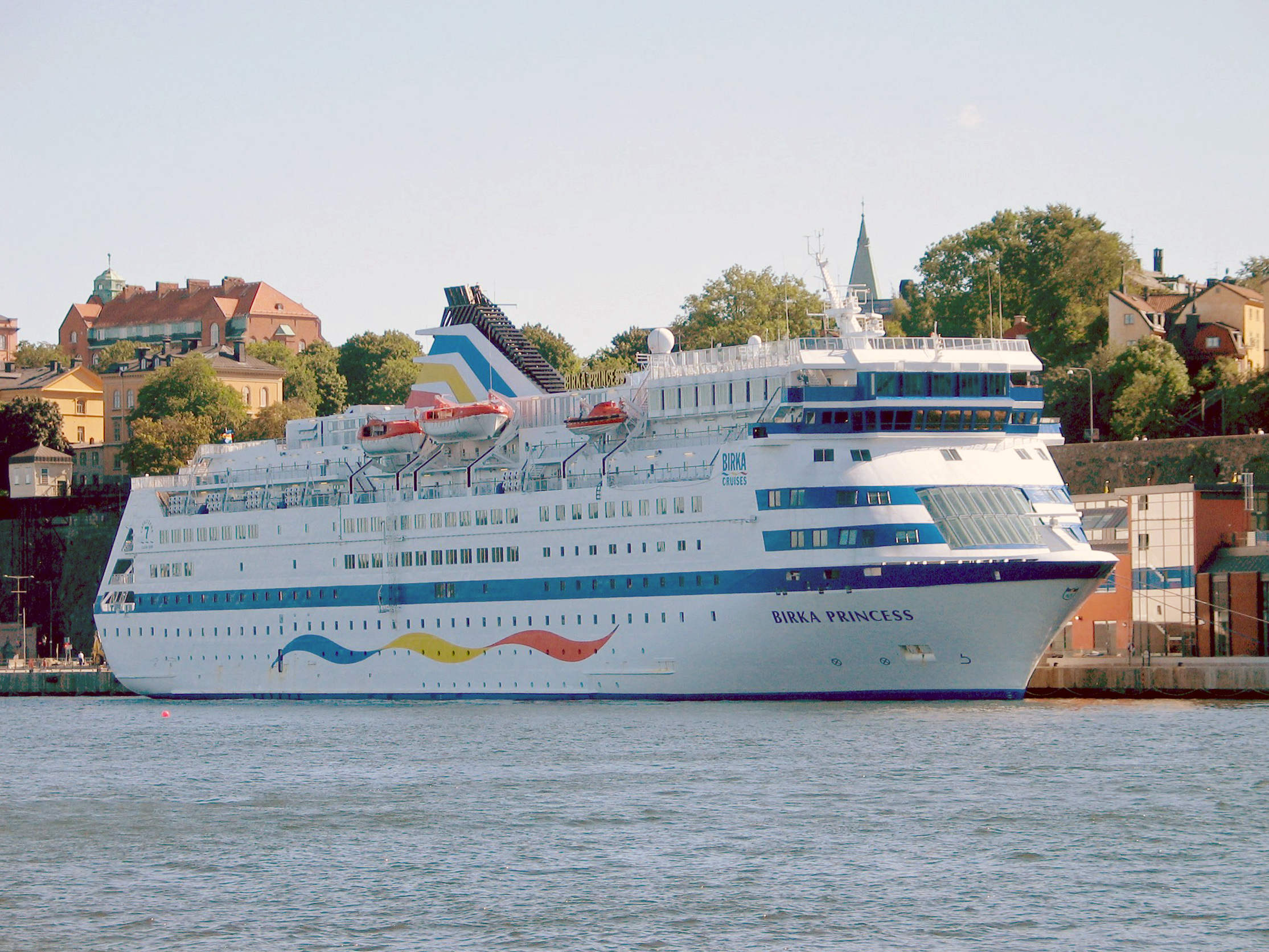
El Birka Princess fotografiado en septiembre de 2005 antes de ser renombrado como Sea Diamond.

Originalmente llamado M/S Birka Princess («Princesa Birka»), el barco fue construido como un Ferry-crucero por la empresa estatal finlandesa Valmet en su astillero de Vuosaari, en Helsinki, por 350 millones de marcos (60 millones de euros). 
Fue botado en 1986 y formó parte de la Birka Line en el mercado de ferris del Mar Báltico, donde hacía recorridos de veinticuatro horas entre Estocolmo, en Suecia, y las Islas Aland, en Finlandia. Entre 1990 y 2003 también realizó viajes más largos por el Báltico durante el verano.
En 1999 el crucero fue ampliamente reacondicionado en Bremerhaven, Alemania, con un coste de 29 millones de dólares. Pero con la compra de otro crucero mucho mejor, la naviera optó por poner en venta el M/S Birka Princess. En febrero de 2006 fue vendido a la Louis Cruise Lines, con base en Chipre, por 35 millones de dólares. Fue entonces instalada una nueva piscina. Después de la venta fue renombrado como Sea Diamond y registrado en La Valeta, Malta.

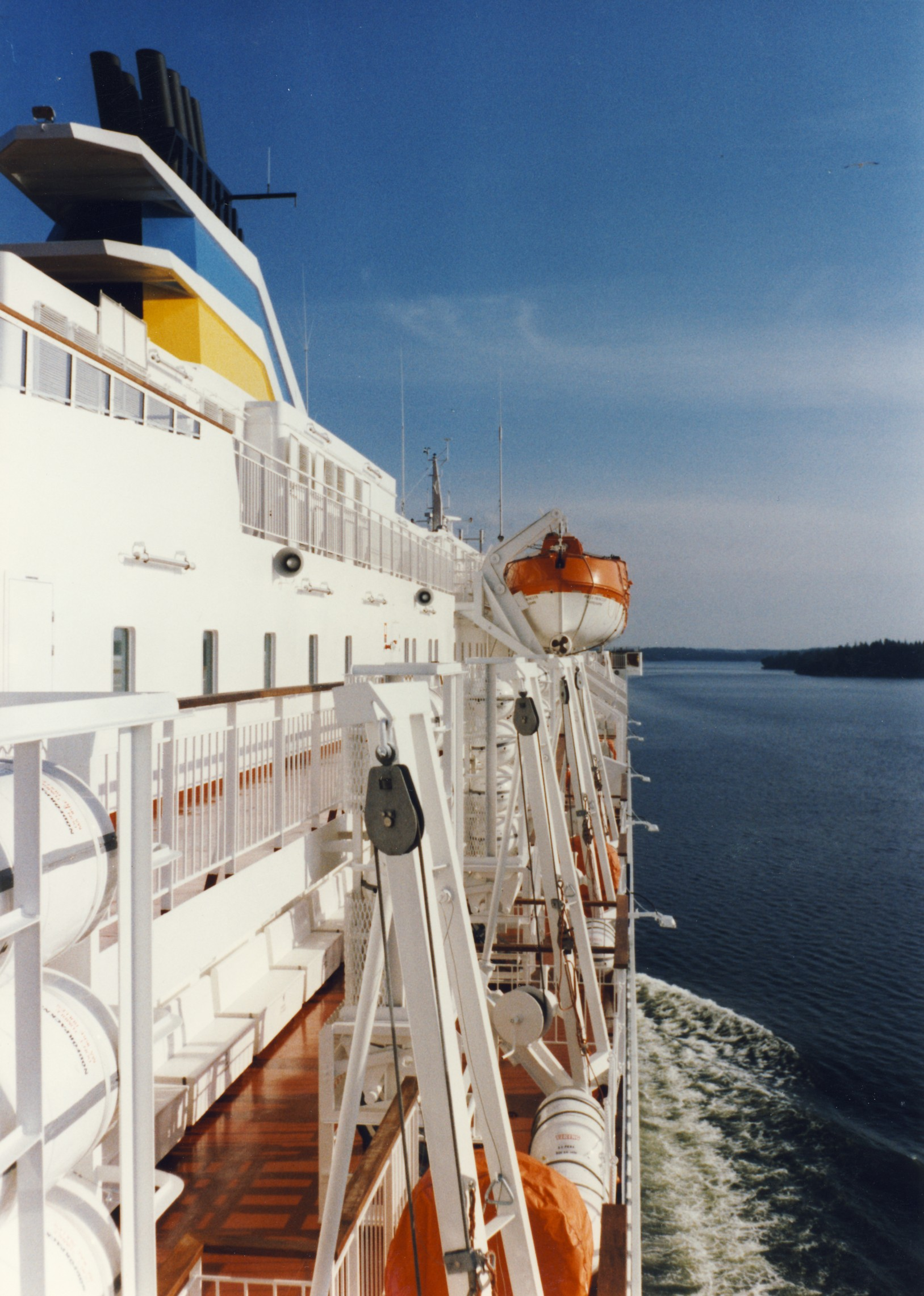
Birka Princess en el Mar de Åland, año 1986.
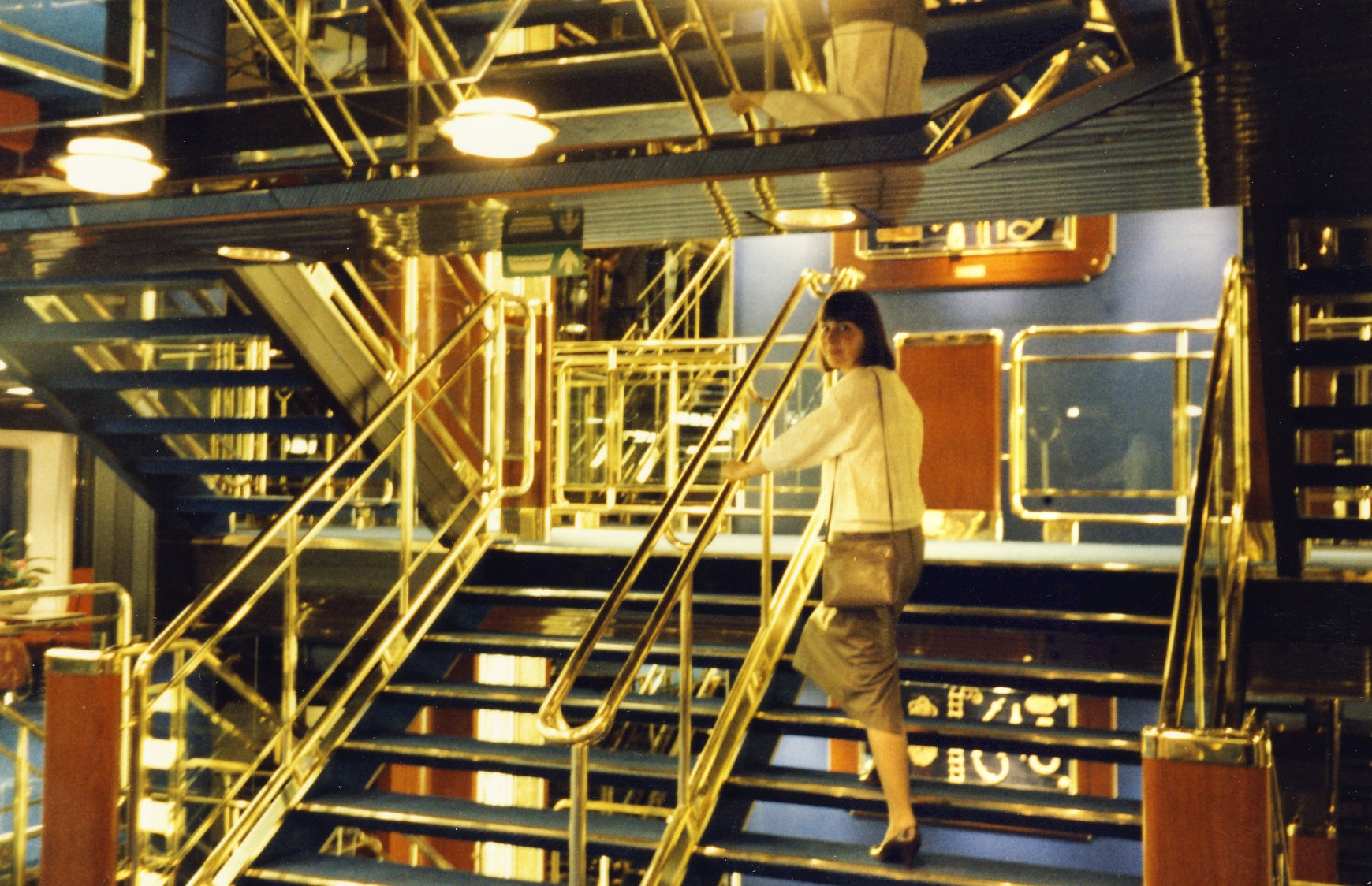
Escalera principal del Birka Princess, año 1986.
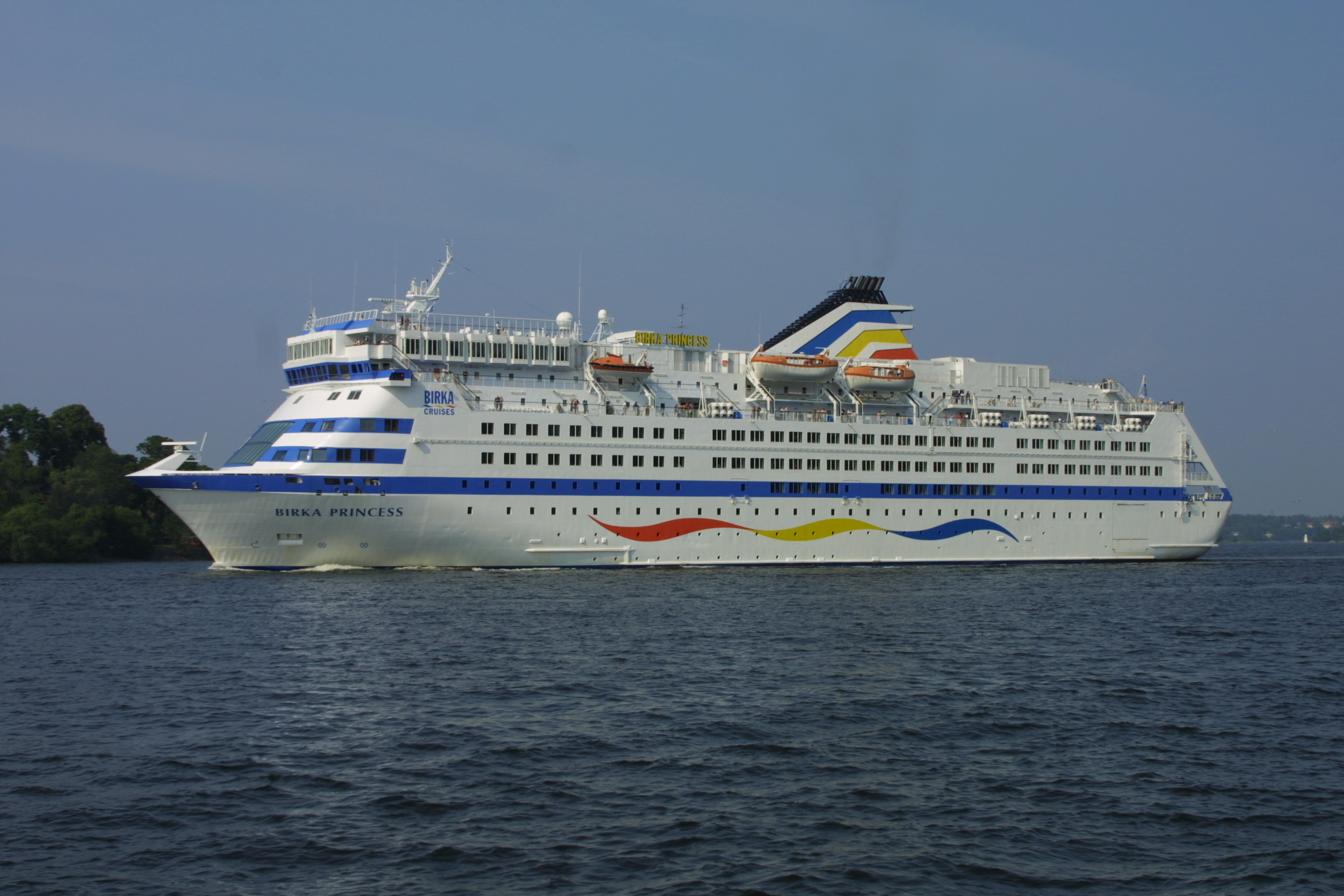
El Birka Princess navegando en el año 2002.
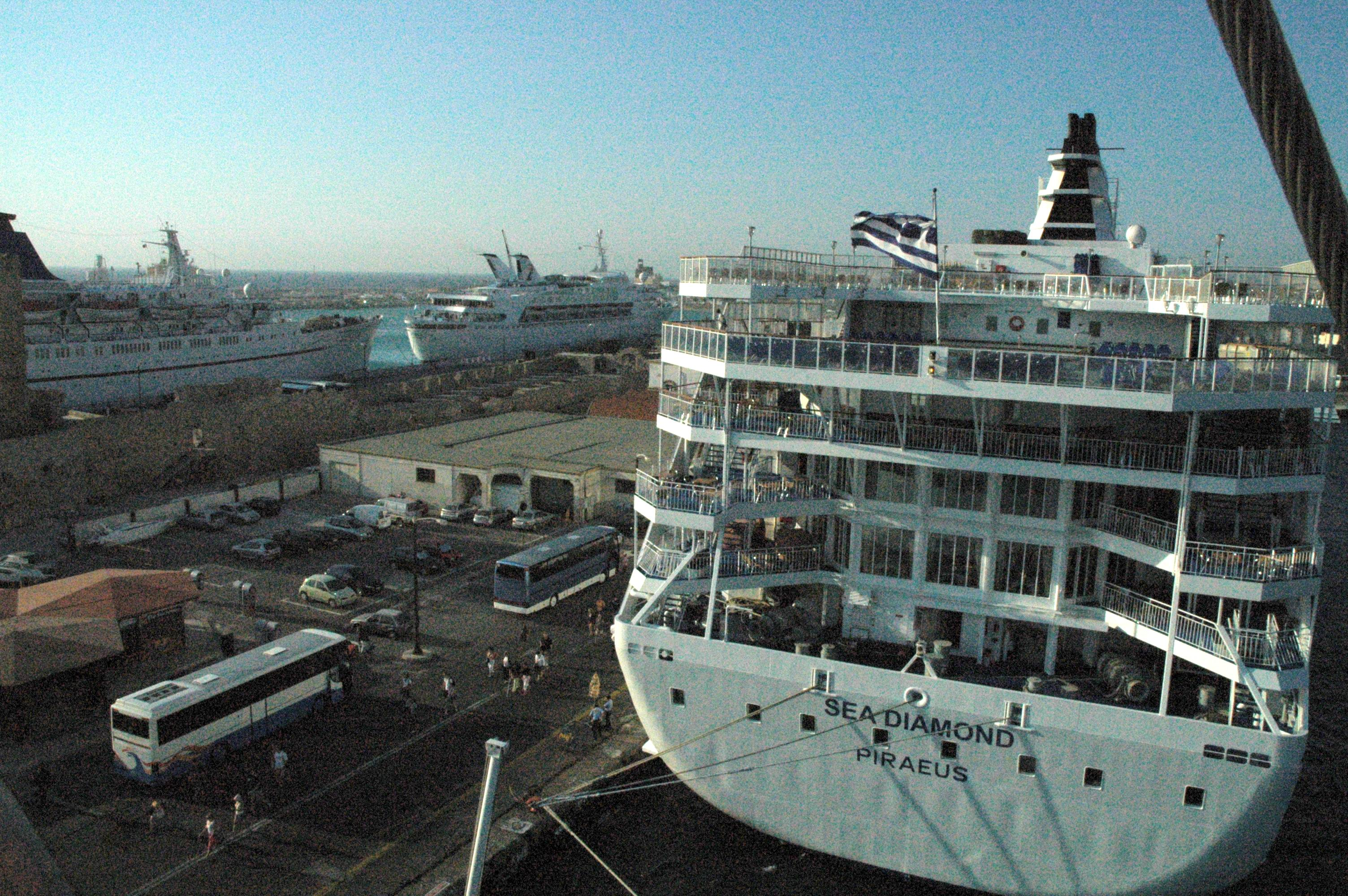
Vista trasera del Sea Diamond, año 2006.

### Hundimiento

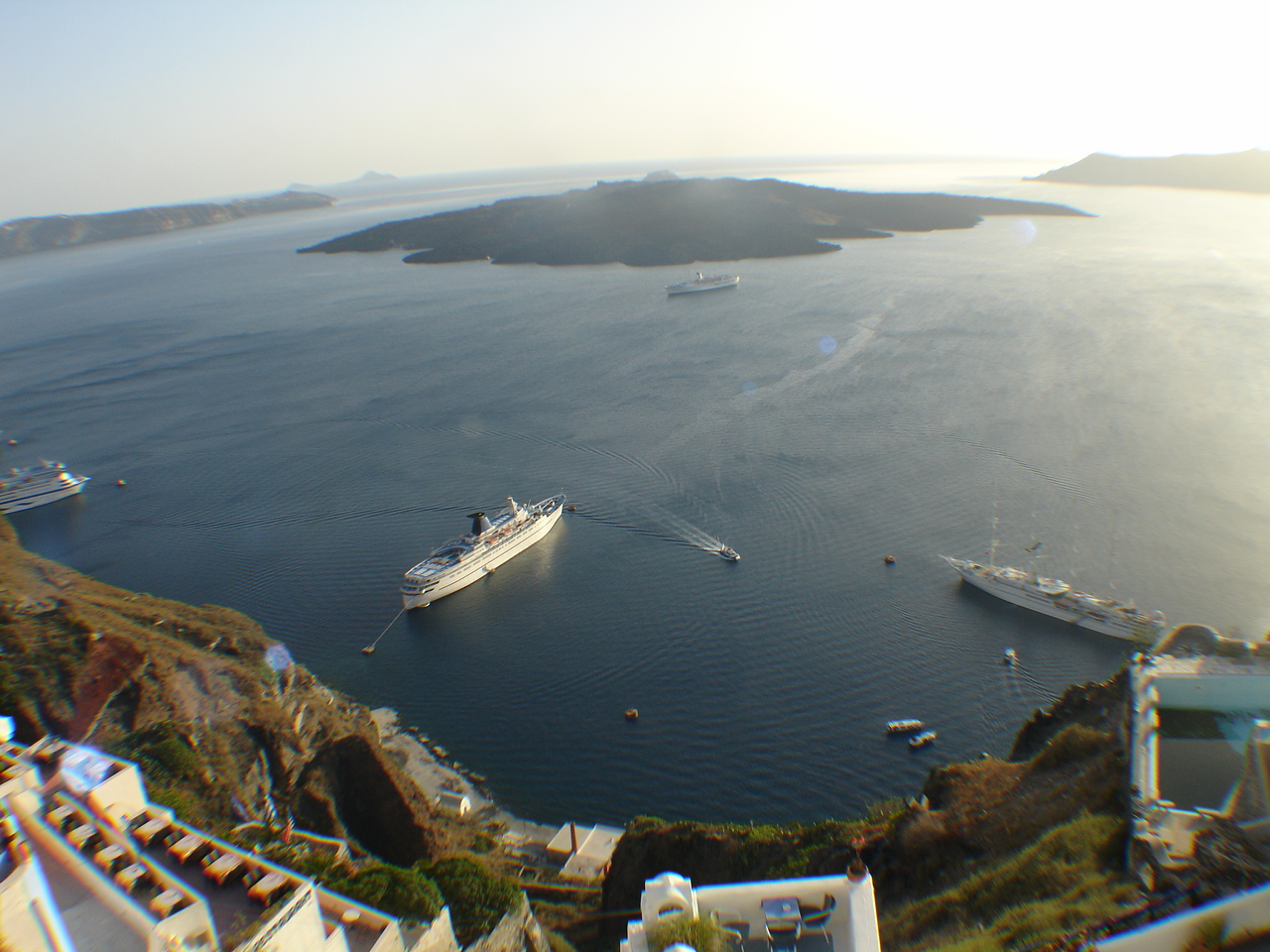
Barcos de crucero amarrados en la caldera de Santorini, en junio de 2006. El Sea Diamond a la izquierda.

El Jueves Santo 5 de abril de 2007, el crucero Sea Diamond de la compañía Louis Hellenic-Cruises partió del puerto griego de Heraclión hacia las 12.00 horas EEST con destino a Santorini, donde permanecería entre 4 y 5 horas. Una hora después de la salida uno de los cuatro motores principales del buque falló por un problema en una bomba de aceite y el motor dejó de funcionar. El capitán no informó a la sociedad de clasificación noruega, encargada de vigilar el buque, ni a la Subdivisión de Inspección de la Marina Mercante del Ministerio de Navegación griego, y parece que tampoco informó al propietario del buque, como exige la ley. Por tanto, los inspectores que habrían indicado al buque que atracara en el puerto más cercano para que se realizaran las comprobaciones necesarias antes de autorizar la continuación del crucero no fueron informados como debían. Tras aproximadamente tres horas de navegación, sólo con los tres motores, y reparaciones simultáneas en el mar, el motor se puso en servicio 15 minutos antes de la colisión. Se logró volver a poner en servicio el motor averiado al entrar en la caldera de Santorini y desde entonces se había desviado sistemáticamente del rumbo de amarre. En lugar de estar alineado entre la boya n.º 4 y la "lengua" que sobresalía en tierra, se encontró en dos cables náuticos más al sur de lo previsto (unos 370 metros de desvío), hacia el cabo Alonaki.
En ese momento el buque chocó contra un arrecife volcánico bien señalizado en las cartas de navegación al este de Nea Kameni cerca de su proa, por su costado de estribor, a las 15:30 EEST (12:30 UTC), y comenzó a "hacer agua". Las 19 puertas estancas de los mamparos estancos del buque permanecieron abiertas durante todo el viaje, en violación del sistema de gestión de la seguridad del buque durante el viaje, según el cual debían estar todas cerradas, y el capitán dio la orden de cerrarlas inmediatamente después de la colisión, orden que resultó imposible cumplir. El cuadro eléctrico principal del buque, situado en la sala de control de máquinas, empezó a emitir destellos y se oían explosiones por los cortocircuitos que había en él, y se podían oler cables quemados. Al no disponer de medios de protección apropiados y adecuados, como estaba estrictamente obligado a hacer se inició un incendio. Como la maquinaria eléctrica del lugar tampoco disponía de sistemas de seguridad adecuados, las bombas no funcionaron para achicar el agua fuera del barco. Los motores siguieron funcionando y movieron el buque, llevándolo a la bahía de Fira, donde los motores también se pararon debido a la entrada de agua y el crucero quedó a la deriva.

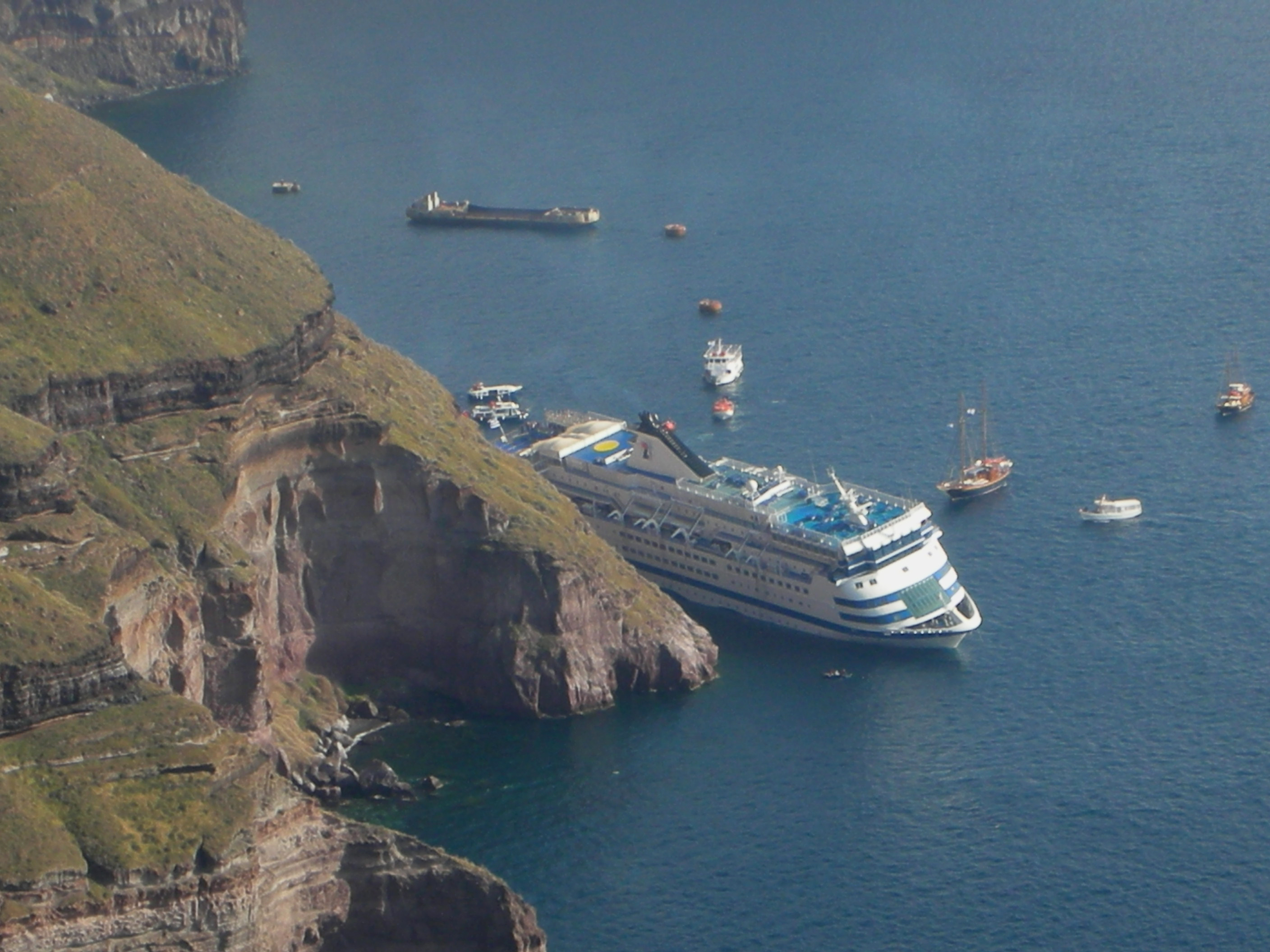
Intentos de evitar que el crucero accidentado se hunda, 5 de abril de 2007.

La autoridad portuaria fue informada por el capitán 17 minutos después de la colisión, según afirmó, y luego el capitán no respondió durante media hora "a los repetidos intentos de la autoridad portuaria de ponerse en contacto con él a través de VHF". A las 15.40 horas, el crucero se escoraba fuertemente y se pidió a los buques que estaban cerca que se apresuraran a ayudar al Sea Diamond, y a las 16.10 horas la autoridad portuaria anunció que se había dado la orden de abandono. A partir de ese momento comenzó el proceso de rescate de personas, con buenas condiciones meteorológicas. Al principio, las personas fueron bajadas a los botes, que descendieron lentamente al agua por gravedad, ya que los cabrestantes eléctricos no funcionaban. El proceso fue lento y no se pudo volver a subir a los botes para llevar al resto de las personas a las embarcaciones situadas al costado. La popa del barco fue amarrada a tierra, mientras que la proa fue sujetada por el Nisos Thirasia, que había ayudado a al Sea Diamond cuando sus motores se pararon. 
A continuación, el remolcador Leo 1 tomó el relevo para sujetar el buque y el Isla de Thirassia se dirigió hacia el lado izquierdo, desde donde la evacuación del buque continuó a un ritmo más rápido y recogió al resto de pasajeros y tripulación, unas 500 personas. A las 18:30 finalizó el proceso de evacuación, quedando a bordo 27 tripulantes. En resumen, los 1.153 pasajeros, en su mayoría estadounidenses y 60 canadienses, fueron evacuados en tres horas y media, con cuatro heridos. Más tarde se informó que dos pasajeros franceses estaban desaparecidos.
El capitán pidió al remolcador Leo 1 que llevara el barco a aguas poco profundas entre los barcos 3 y 4, pero el remolcador respondió que la varada estaba prevista en otro sitio. El capitán del Sea Diamond fue escuchado por los demás capitanes en el canal 14 de VHF preguntando repetidamente "¿a dónde me lleváis?". Finalmente el barco fue trasladado con la ayuda de las corrientes marinas, ya que el remolcador no tenía la potencia necesaria, hasta las Antiguas Minas de Karagiorgis, en la Playa de Axeura, donde encalló con la proa.
Entonces se planeó que el remolcador cogiera un cabo de la popa del Sea Diamond para que también pudiera tirar de él hasta la orilla y el barco no se hundiera. El propietario y patrón de la lancha rápida Kalogeros, que había sido asignado para recoger el cabo que quedaba de la popa del Sea Diamond para tirar de la popa hasta la orilla, lo cogió y se lo entregó al remolcador para que éste pudiera llevar el costado de estribor del barco paralelo a la playa. Pero el cable no quedó atado al Sea Diamond y cayó al mar. Los llamamientos del patrón del Kalogeros por VHF para que se lanzara un nuevo cable por la popa no obtuvieron respuesta. Se acercó al barco donde vio gente con linternas, los llamó y tampoco respondieron. Regresó a la popa del barco y encontró el molinete colgando de allí, pero se alejó.
Bajo la responsabilidad del armador, no se enviaron remolcadores con la potencia necesaria para gobernar el buque desde el momento de la colisión hasta el del hundimiento, ni se investigó si había remolcadores adecuados cerca para solicitarles ayuda. El armador tardó 12 horas en solicitar formalmente y contratar a una empresa de salvamento cualificada. Interesado en ayudar y partiendo a las 16:30 con un buque de salvamento hacia el lugar del accidente, se retrasó la llegada de una segunda compañía de salvamento con la seguridad de que había un control total de los procedimientos de salvamento del buque y el buque de salvamento regresó a su base en Lavrio. Al enterarse a las 18:00 de que el buque había empezado a escorar, la segunda compañía de salvamento volvió a ponerse en marcha por iniciativa propia y fue rechazada de nuevo por el armador. Entre las 22:00 y las 23:00 horas, el armador solicitó ahora la ayuda de las empresas de salvamento y a las 2:20 una empresa de salvamento envió un fax con la orden de prestar servicios de rescate, que le serían devueltos al cabo de poco tiempo. Finalmente el Sea Diamond, ya escorado de manera irreversible, se hundió poco antes de las 7:00 horas EEST del viernes 6 de abril de 2007 a sólo unos metros de la costa, al lado del puerto de Athinios, y cayó a una profundidad de 240 metros. El barco volcó por completo antes de asentarse de popa en el fondo del mar.

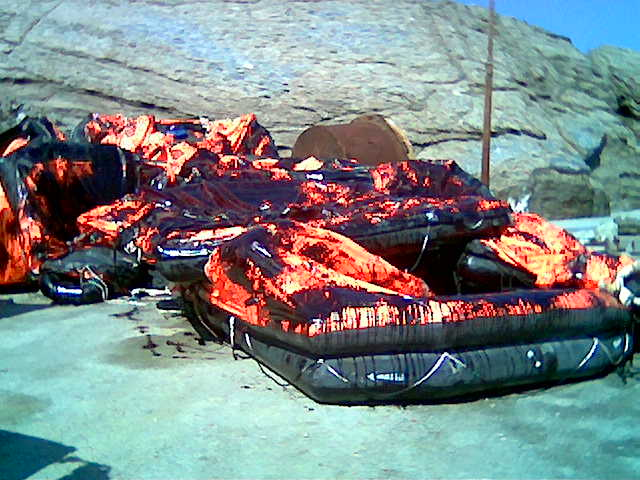
Balsas salvavidas vacías liberadas automáticamente en el agua, cubiertas con manchas de petróleo del Sea Diamond.

Más tarde se informó de que la punta de la proa bulbosa estaba a sólo 62 metros por debajo del nivel del mar, pero la popa se encontraba en aguas de hasta 180 metros de profundidad. Se temía que el pecio pronto se deslizara a mayor profundidad y se hundiera en la caldera sumergida de la isla volcánica.
Dos turistas franceses, Jean-Christophe Allain (45) y su hija Maud (16) desaparecieron, y las autoridades intentaron contener el derrame de parte de las 450 toneladas de combustible que se escapó a través de una fractura en el casco del barco hundido. Los cuerpos de las dos personas desaparecidas nunca fueron encontrados.
Los responsables de la nave tuvieron que explicar su responsabilidad en la maniobra de acercamiento a la costa de Santorini para echar el ancla, en su tardanza en avisar a las autoridades de la colisión y sobre las tareas de evacuación, que tardaron más de tres horas en lugar de la media hora que dictan las normas internacionales.
Santorini es una de las islas del Mar Egeo más populares, que recibe millones de visitantes cada año, pero carece de un puerto apropiado para que los grandes buques atraquen y esto es debido a que es la caldera de un volcán sumergido por lo que tiene fuertes corrientes subterráneas que dificultan anclar.
La compañía propietaria, Louis Hellenic Cruise Lines, presentó a las autoridades un documento sobre la última inspección hecha por expertos noruegos a la embarcación, que el 9 de marzo de 2007 certificaron que estaba en perfectas condiciones.
El grupo Louis, con sede en Chipre, cuenta con una flota de cruceros, y la nueva compra, el "Sea Diamond", era su joya al costar 35 millones de euros y su renovación otros 10, y había iniciado sus excursiones a las islas griegas y a Turquía hacía apenas un año.
El naufragio dejó a los turistas sin sus pertenencias, que alcanzan un valor de un millón de dólares en metálico y una cantidad incalculable en joyas, según las primeras aproximaciones de fuentes navieras.
Los esfuerzos de las autoridades también se concentraron en limitar la mancha negra que pudo causar las 450 toneladas de fuel que llevaba el crucero, lo que hubiera significado un gran daño ecológico y económico para la isla.

## Investigación

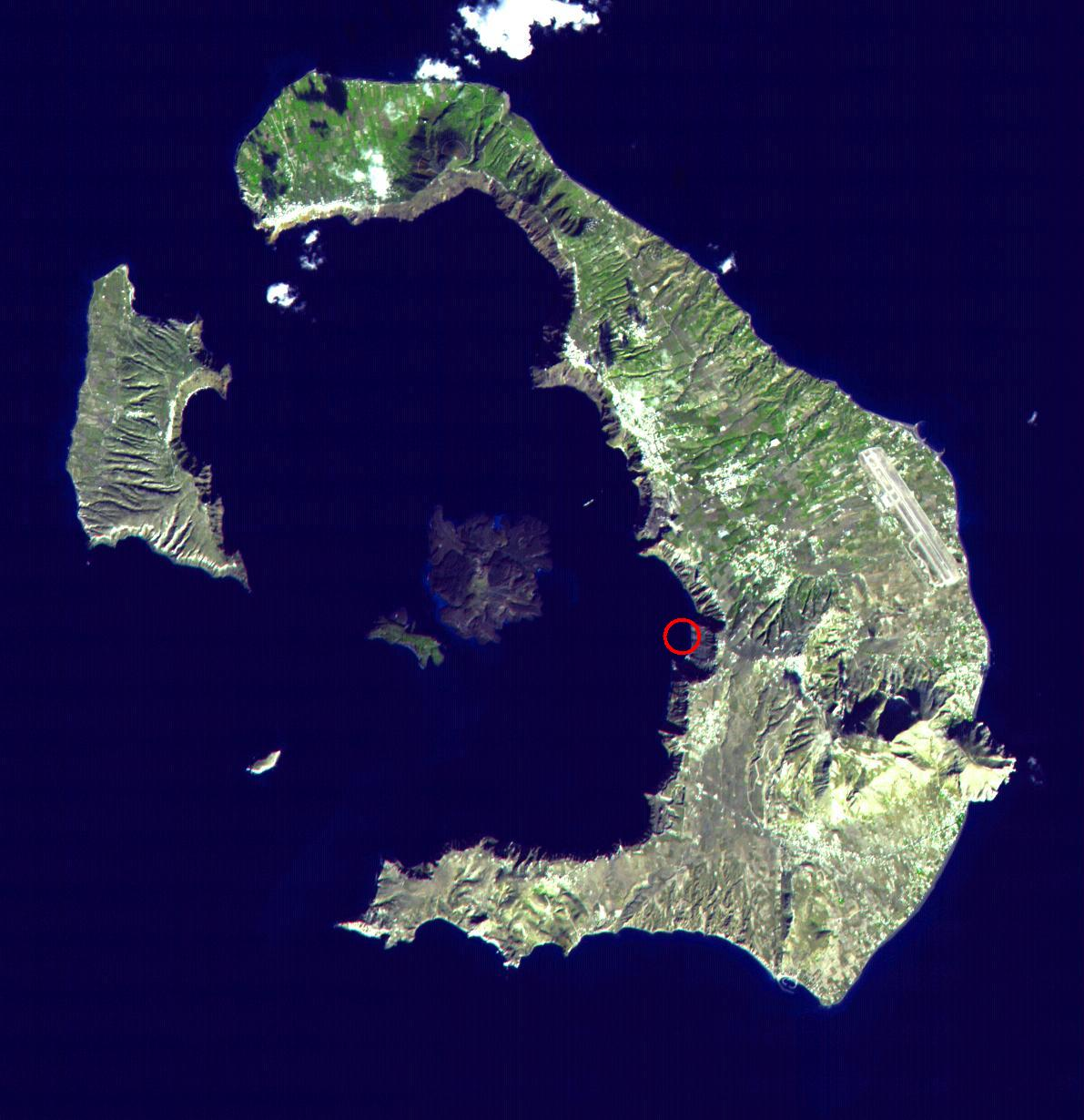
El lugar del naufragio del Sea Diamond (marcado con un círculo rojo), cerca del puerto de Athinios, en la caldera de Santorini.

El capitán del crucero Sea Diamond y cinco miembros de su tripulación fueron puestos en libertad pendientes de la investigación de los cargos presentados contra ellos por negligencia tras el naufragio del barco, según informó la televisión estatal griega.
Tanto el capitán como el primer, segundo y tercer oficiales, así como el asistente de la oficialía y el encargado de limpieza y mantenimiento del barco fueron arrestados después del accidente, según informó una portavoz del Ministerio de Marina Mercante.
El 19 de junio de 2007, los propietarios, el operador y el capitán del crucero Sea Diamond fueron multados con 1,17 millones de euros por provocar contaminación marina.
El 21 de agosto de 2007 se presentó una demanda ante un tribunal federal de los Estados Unidos en nombre de los pasajeros que se encontraban a bordo del barco cuando se hundió.
Para evitar un derrame de petróleo, se hicieron planes para recuperar unas 450 toneladas (500 toneladas cortas) de combustible de los tanques del barco. El 20 de septiembre de 2007, el combustible había comenzado a filtrarse a otras partes del barco, pero todavía no al entorno circundante. En junio de 2009, parte del combustible fue bombeado de los restos del naufragio. El 14 de mayo de 2007, se anunció que Louis Cruise Lines había comprado el M/S Silja Opera (rebautizándolo como M/S Cristal) para reemplazar al Sea Diamond.
Después de seis años en los tribunales, el capitán del Sea Diamond y un empleado de la compañía de seguros recibieron sentencias de cárcel de 12 y 8 años, respectivamente.

## Posible reflote

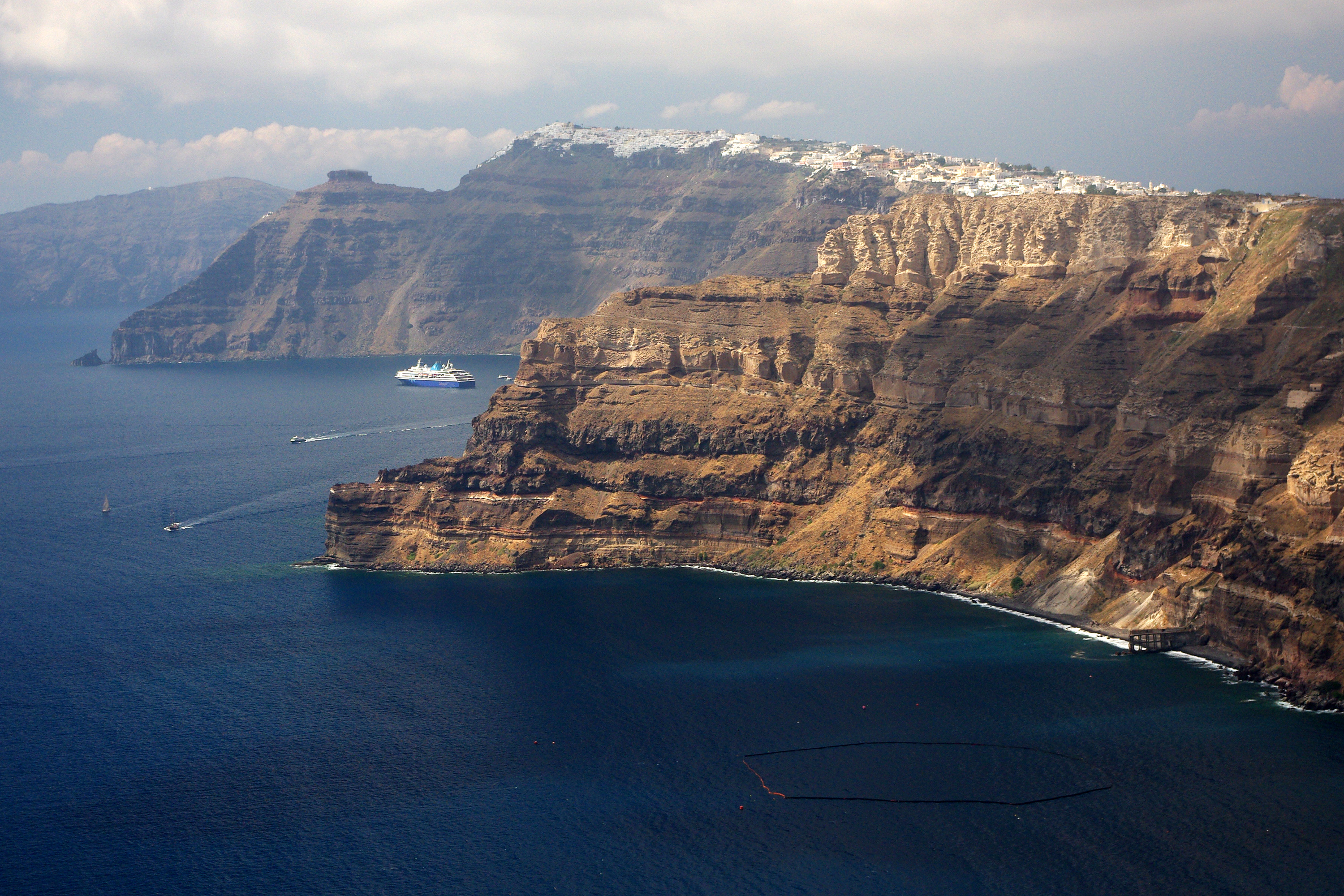
Barreras de contención de derrames de petróleo sobre los restos del naufragio del Sea Diamond, año 2015.

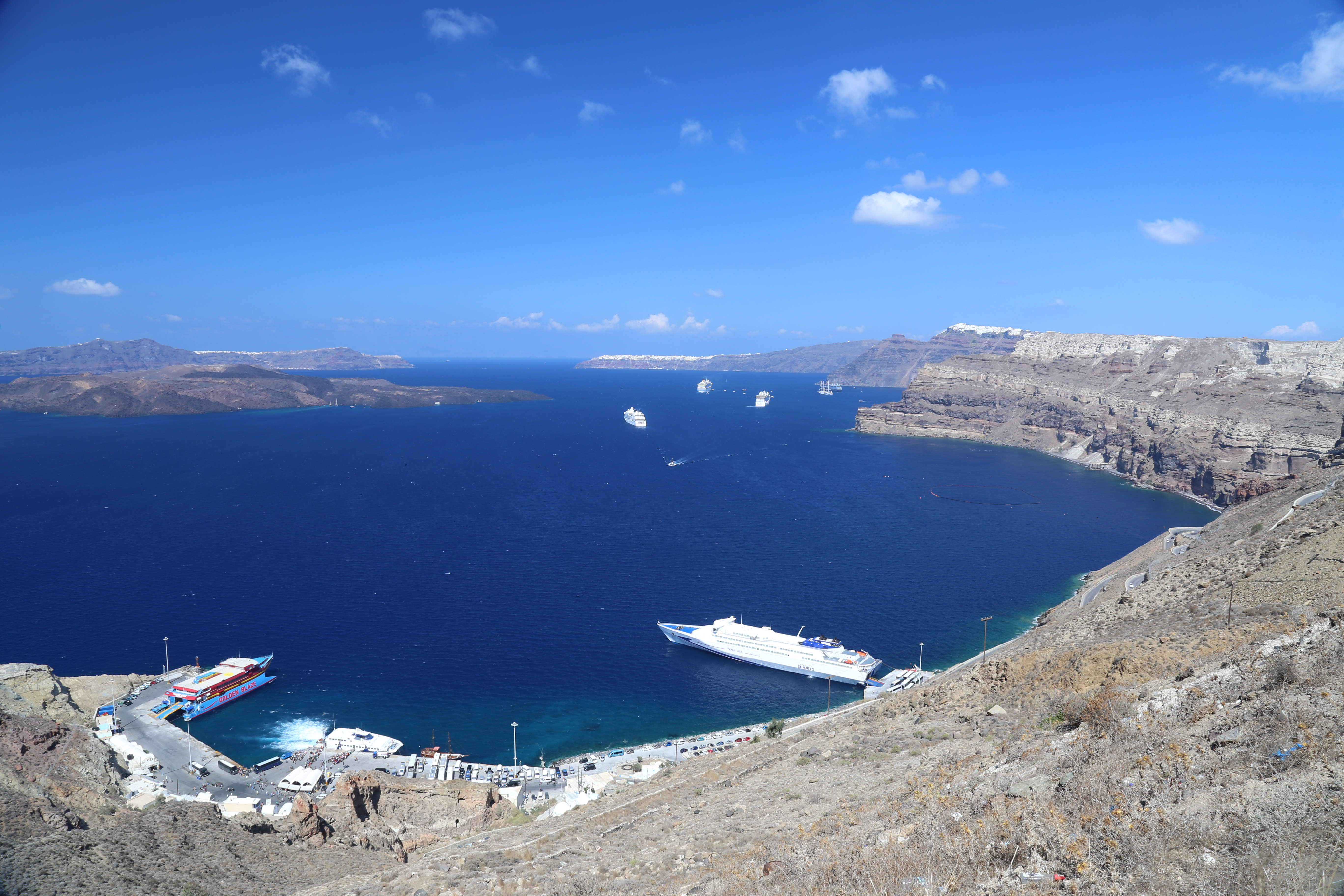
Una imagen del puerto de Athinios. A la derecha puede verse la barrera de contención del combustible del Sea Diamond, año 2014.

Después del hundimiento, los residentes de Santorini exigieron que se reflotara y retiraran el pecio del buque. Se plantearon más preguntas, pero nunca se respondieron, sobre por qué el barco fue trasladado a aguas más profundas para permitir que se hundiera en primer lugar. 
En mayo de 2011, el gobierno griego afirmó que retirar el Sea Diamond sería "demasiado costoso" y dijo que el coste de 150 millones de euros para levantar el barco debería ser responsabilidad de las aseguradoras y la empresa propietaria del barco. Sin embargo, los dos últimos no tienen planes de reflotar el buque.
En octubre de 2017, el Ministerio de Marina Mercante de Grecia anunció que se levantarían los restos del naufragio por motivos medioambientales y de navegación. Por ahora es un arrecife artificial.